# Aeris Gainsborough
Pour les articles homonymes, voir Gainsborough.
 (juin 2010).
Si vous disposez d'ouvrages ou d'articles de référence ou si vous connaissez des sites web de qualité traitant du thème abordé ici, merci de compléter l'article en donnant les références utiles à sa vérifiabilité et en les liant à la section « Notes et références ».
 (octobre 2011).
Aeris Gainsborough (エアリス・ゲインズブール, Earisu Geinzubūru) (parfois Aerith en version anglaise) est un des protagonistes féminins du jeu vidéo Final Fantasy VII,  paru sur PlayStation en 1997. Il s'agit d'une création de Tetusya Nomura avec le concours de Yoshinori Kitase et Hironobu Sakaguchi, respectivement réalisateur et scénariste[réf. souhaitée].
Aeris est une jeune fille de 22 ans qui vit à Midgar en compagnie de sa mère adoptive, Elmyra. Elle vend des fleurs qu'elle cultive à l'intérieur d'une église délabrée des bas quartiers du secteur 5, l'un des plus pauvres de la ville. Elle fait connaissance avec le groupe AVALANCHE lorsque Cloud tombe du réacteur Mako no 5 sur son parterre de fleurs.
Aeris est la dernière descendante d'une ancienne civilisation ayant peuplé la Terre avant les humains, les Cetras. Selon une vieille légende, cette civilisation détiendrait les clés de la « Terre promise »[citation nécessaire], un monde paradisiaque aux ressources illimitées, que de nombreux habitants de la Terre rêvent de rejoindre pour échapper au lent délabrement de la planète, rongée par l'extraction de Mako, son énergie vitale. La Shinra, qui exploite cette énergie pour en faire de l'électricité, poursuit Aeris depuis de nombreuses années dans l'espoir d'en savoir plus sur cette Terre Promise.
Sa personnalité et son destin tragique en font un personnage mémorable du monde des jeux vidéo.

## Origine du nom
Le prénom Aeris renvoie au latin aer, Aeris, qui signifie « aérien ». Toutefois, il semblerait que son origine dans Final Fantasy VII vienne de la prononciation japonaise du mot anglais "earth", transcrit エアリス (earisu) en katakana.
En outre, l’histoire de FF7 est très inspirée de la mythologie nordique (à laquelle elle emprunte les termes de "Midgard" et de "la terre des humains") et les dieux qui veillent sur ce monde sont les « Aesir », qui en inversant le « s » et le « r » donne « Aeris ».
Le nom Gainsborough pourrait quant à lui être une référence au peintre britannique du XVIIIe siècle Thomas Gainsborough.[réf. nécessaire]

## Capacités du personnage
Dans la première moitié du jeu, Aeris est un personnage qui joue un rôle très particulier dans les combats. Dotée, lors de son arrivée dans l'équipe, d'une force et d'une résistance physique faibles, elle est le plus souvent développée de manière à en faire un personnage usant essentiellement de magies blanches, bien qu'elle soit très efficace dans tous les types de magie.
Malgré sa faible force physique, elle possède un talent hors norme pour la guérison. Ses « limites » ont principalement pour effet de soigner ou de renforcer ses coéquipiers, et s'avèrent souvent décisives dans les batailles les plus difficiles du jeu. Aeris est également le personnage qui possède le plus de points de magie, ce qui fait d'elle l'une des meilleures magiciennes du jeu.

## Biographie

### Jeunesse dans les Taudis
Aeris est née dans le village Glacier. Sa mère Ifalna, à l'époque dernière Cetras présente sur Terre, fut déjà pourchassée et emprisonnée par la Shinra qui souhaitait mener des expériences sur elle. Le professeur Gast, scientifique de la Shinra chargé de mener ces expériences, tomba amoureux d'Ifalna et se sauva avec elle. Ils s'installèrent sur le continent du nord où ils conçurent Aeris, qui se retrouva rapidement orpheline lorsque son père fut tué par des soldats de la Shinra venus récupérer Ifalna. En compagnie d'Aeris, Ifalna réussit cependant à s'enfuir, mais elle mourut dans sa tentative en transmettant Aeris à Elmyra, une veuve sans enfant habitant Midgar.
Sa première apparition chronologique se situe dans le jeu Before Crisis: Final Fantasy VII, à l’épisode 6 où elle vend des fleurs à Rude, parti pour un rendez-vous avec Chelsea. Dans l’épisode 11, AVALANCHE et la Shinra tentent de la capturer. AVALANCHE est après elle pour protéger la Terre Promise de la Shinra, mais Aeris refuse de coopérer avec eux. Aeris entend ensuite une voix qui semble être celle d’un Cetra émanant d’Elfé, la chef d’AVALANCHE. Un Turk vient pour la sauver d’AVALANCHE à ce moment-là et tout le groupe tombe dans l’église d’Aeris, comme ce sera souvent le cas par la suite. AVALANCHE bat en retraite quand Elfé s’évanouit, et Aeris est libre de retourner chez elle.

### Un premier amour contrarié
Zack la rencontre pour la première fois alors qu’il tombe dans l’église des Taudis du secteur 5. Lorsqu’il se réveille et qu’il tombe nez à nez avec la jeune fille, il se croit au paradis avec un ange. Les deux jeunes gens font rapidement connaissance, et Zack propose même à Aeris de sortir avec lui. Bien que celle-ci trouve cette idée stupide, elle accepte de l’accompagner dans les Taudis. On découvre qu’Aeris a une grande peur du ciel. Dans L’Ultimania, il est dit qu’Ifalna, la mère d’Aeris, lui a parlé du Météore quand elle était petite. Depuis, elle a une grande peur de tout ce qui se rapporte au ciel.
Après avoir retrouvé son portefeuille volé par un enfant, Zack décide d’acheter un cadeau à Aeris en souvenir de leur rencontre : il s’agit du ruban qu’elle portera pendant tout le reste de la série. Ils ont ensuite un rendez-vous au parc des Taudis où Aeris confie à Zack que les membres du SOLDAT lui font peur, qu’ils ne sont pas normaux. Lorsqu’il l'informe qu’il en fait partie, elle s’excuse. Pour briser le silence gênant qui s'ensuit, Aeris lui dit qu'elle trouve qu'il a de beaux yeux. Zack accepte alors de les lui montrer de plus près. Se rendant compte de la proximité de leurs visages l’un de l’autre, Aeris le repousse gentiment en arrière. Zack reçoit ensuite un appel lui demandant de rejoindre le bâtiment Shinra au plus vite, et promet à Aeris de la revoir.
Aeris apparaît dans d’autres scènes du jeu et semble bien être la petite amie de Zack. Après la mort d’Angeal, Aeris enlace tendrement Zack pour le réconforter. Il va également lui construire un chariot (il est possible de lui en construire deux supplémentaires) pour lui permettre de vendre ses fleurs à travers Midgar. Aeris lui dit qu’elle possède 23 petits vœux et elle les note sur un papier pour que Zack s’en souvienne. On découvre plus tard qu’Aeris plaisantait et qu’elle n’a en réalité qu’un seul vœu : celui de passer plus de temps avec Zack. C’est la dernière fois que Zack et Aeris se verront, car ce dernier va partir pour Nibelheim. Quatre ans après l’incident de Nibelheim, Zack parvient à s’échapper du manoir Shinra avec Cloud et tente de rejoindre Midgar pour revoir Aeris. On apprend qu’elle lui a envoyé 89 lettres pour savoir où il était passé, mais celui-ci ne recevra que son ultime lettre.
Dans la dernière scène du jeu, Aeris est dans son église en train de s’occuper des fleurs. Puis, elle se retourne et regarde le ciel, et joint ses deux mains pour prier, les larmes aux yeux. C’est à ce moment-là qu’en dehors de Midgar, Zack se fait tirer dessus par les Miliciens. Alors que Final Fantasy VII montre qu’Aeris ignore ce qu’est devenu Zack, la dernière scène de Crisis Core indique qu’Aeris a pressenti la mort de Zack.

### À la poursuite de Sephiroth
Dans Final Fantasy VII, Aeris rencontre Cloud dans son église, celui-ci venant de tomber à travers le toit, sa chute ayant été amortie par les fleurs d'Aeris. Les Turks surviennent rapidement pour enlever Aeris, qui se fait aider par Cloud. Une fois sauvée, celle-ci propose à Cloud de devenir son garde du corps, en échange d'un rendez-vous galant : c'est le début d'une histoire de séduction entre les deux personnages, dont le joueur seul peut décider de l'issue. Aeris se joint ainsi à l'équipe, faisant ainsi profiter les autres personnages de ses puissants talents de guérisseuse et de magicienne, mais piquant aussi la jalousie de Tifa.

### Épilogue
(décembre 2011).
- Si vous ne connaissez pas le sujet, laissez ce bandeau (vous pouvez alors contacter les auteurs).
- Si vous supprimez le contenu mis en cause (vous pouvez préalablement contacter les auteurs),

argumentez précisément cette suppression dans la page de discussion
(un manque de référence n'est pas un argument ; une recherche réelle de référence doit avoir été effectuée, être formellement documentée).
Alors qu'elle est en prière au fond de la Cité des Anciens pour invoquer le Sacré afin qu'il s'oppose à la destruction de la planète planifiée par Jénova sous l'apparence de Sephiroth, celui-ci surgit au-dessus d'elle, s'élançant dans le vide l'épée en avant. Il la transperce d'un coup d'épée, la laissant sans aucun moyen de réaction. Cloud et ses compagnons, sur les traces de Jénova, arrivent trop tard pour la sauver et ne peuvent qu'assister à sa mort.
La scène de la mort d'Aeris est une des plus connues du monde du jeu vidéo et représente encore aujourd'hui un passage mémorable de ce genre vidéoludique. Elle survient à la fin du premier CD (dans la version originale Playstation). Même si à l'époque, il n'est pas exceptionnel de voir un personnage jouable mourir dans un jeu vidéo, il est plus rare que la mort touche un acteur aussi central de l'histoire.[réf. nécessaire] Pourtant Aeris est, avec Cloud, le personnage le plus mis en avant dans la première partie de Final Fantasy VII. Le contexte et la mise en scène de la mort du personnage ont été particulièrement travaillés et participent à rendre celle-ci marquante.
La seconde partie de la scène, dès que la vie quitte le corps d'Aeris, est accompagnée d'une musique, l'Aeris' Theme, illustrant le personnage auquel il est associé.
Symboliquement, la scène multiplie les références, notamment à la religion chrétienne.[réf. nécessaire] Sephiroth, qui plonge sur sa proie, y apparaît comme le mal incarné. Lorsque le corps d'Aeris frappe le sol, le choc dénoue ses cheveux et laisse s'échapper la matéria blanche qu'elle y avait placée, qui roule et saute de rocher en rocher jusque dans l'eau dans un tintement mélodieux. Marquant la fin de cette scène, Cloud immerge alors le corps d'Aeris dans un petit lac à l'extérieur du temple. Alors qu'elle s'enfonce lentement dans les flots, la caméra bascule imperceptiblement en contre-plongée et placée en mouvement au-dessous d'elle.
Le sacrifice d'Aeris est définitif et irrévocable, au sens qu'elle ne ressuscitera pas par la suite. Le scénario se distance ici de la symbolique du sacrifice chrétien et ajoute une touche de gravité réaliste au récit de Final Fantasy VII, se distinguant d'un cliché trop courant dans le monde du jeu vidéo de rôle et de la fiction en général, qui tend à faire revenir le protagoniste dans la suite du récit.
Son action juste avant sa mort s'avère toutefois d'importance puisqu'elle contribue à sauver la Terre du météore invoqué par Sephiroth. D'autre part, dans le monde Final Fantasy VII, la mort n’est pas une fin, surtout pour les Cetras comme Aeris. C’est, en effet, dans la mort qu’elle réalisera ses actes les plus importants.

### Dans Advent Children
On aperçoit Aeris dans une vidéo bonus lors des crédits. La scène a été tournée à Hawaï, et la chanson « Calling » qui parle d’amour, de tristesse et d’espoir a spécialement été choisie par Tetsuya Nomura. Au début de la vidéo, on peut voir Cloud sur sa moto Fenrir. Au fur et à mesure de son voyage, il en vient à passer devant de grands champs de fleurs, identiques à celles d’Aeris. Et dans l’un des champs, on y voit Aeris tournant la tête, car sentant que quelqu’un approche. À noter que cette fois-ci, Aeris ne se tient plus dans un vaste espace de lumière, elle paraît cette fois-ci beaucoup plus vivante. La dernière scène du film nous montre une photo de Cloud & ses amis sur son bureau et devant la photo, un bouquet de fleurs qui sont les mêmes que celles où se trouvait Aeris. On peut donc déduire que Cloud a trouvé un moyen de rejoindre Aeris, confirmé par Nomura dans une interview où il dit qu’Aeris « vit en Cloud » tout du moins, elle vit en Cloud comme elle vit en chaque membre qui formait l'équipe Avalanche. Aeris ne sera pas qu'un souvenir, car elle continue de vivre en chacun d'eux.

## Apparitions ultérieures
- Dans Final Fantasy Tactics, elle fait une brève apparition. Elle tient le rôle d'une marchande de fleurs.
- Elle fait des apparitions en tant que personnage mineur de la série des jeux Kingdom Hearts : Kingdom Hearts, Kingdom Hearts: Chain of Memories, Kingdom Hearts 2, Dragon Quest and Final Fantasy in Itadaki Street Special
- Elle apparaît aussi dans les jeux dérivés du RPG principal dans Final Fantasy VII: Advent Children, Final Fantasy VII: Before Crisis ainsi que Final Fantasy VII: Crisis Core.
- Dans le film "Wreck it Ralph" ("Les Mondes de Ralph" en version française), on peut voir deux tags  "Aerith lives" sur les murs d'une gare, bien que ce ne soit pas une apparition à proprement parler.
- Elle apparaît en tant que PNJ (Personnage Non Jouable) dans World of Warcraft dans la cité de Dalaran lors des extensions "Wrath of the Lich King" et "Legion" en tant que vendeuse de fleurs sous le nom : Aeris Primevère[8].